# Jeszenszky István (közgazdász)
Kisjeszeni Jeszenszky István (Orosháza, 1921. május 8. – Budapest, 1997. szeptember 17.) okleveles közgazdász. A Magyar Alumíniumipari Tröszt gazdasági vezérigazgató-helyettese 1963 és 1982 között.

## Élete
Dédapja id. Jeszenszky Károly mezőberényi evangélikus lelkész, aki 50 éven át szolgált a gyülekezetben. Nagyapja, ifj. Jeszenszky Károly szintén mezőberényi evangélikus lelkész. Apja kiszjeszeni Jeszenszky Károly Gusztáv orosházi főszolgabíró, édesanyja Hegedűs Ilona. 
1949. október 1-én megnősült, felesége Schiele Mária (1929-1956), könyvelőként dolgozott, egy fiuk született 1950-ben, Jeszenszky István Attila.
A Közgazdasági Egyetem elvégzését követően az olajiparban helyezkedett el, 1951-ben az alumíniumipar pénzügyi-gazdasági vonalán kezdett dolgozni. Az  Országos Magyar Bányászati és Kohászati Egyesületnek (OMBKE) 1960-ban lett a tagja, később pedig a fémkohászati szakosztály gazdasági felelőse lett, a szakosztályon belül pedig az ipargazdasági szakcsoport alapítója és vezetője. Ezen felül tagja, majd vezetője volt még az  Országos Magyar Bányászati és Kohászati Egyesület ipargazdasági bizottságnak is, de betöltötte az ellenőrző bizottság elnöke tisztséget is. 
Felesége halála után 1958-ban másodszor is megnősült (Reich Irént vette el) és 1959 végén második gyermeke, Jeszenszky Tamás is megszületett. 
1963-ban a racionális gazdasági és műszaki irányítás érdekében létrejött a Magyar Alumíniumipari Tröszt (MAT). A döntés értelmében a Tröszt irányítása alá kerültek a bauxitbányák, a timföldgyárak, az alumíniumkohók, az alumínium-félgyártmány üzemek. Vállalati szinten pedig az Alumíniumipari Kereskedelmi Vállalat, az Alumíniumipari Tervező Intézet, a Fémipari Kutató Intézet és a Bauxitkutató Vállalat került a Tröszt irányítása alá. Az újonnan létrejött MAT vezérigazgatója dr. Dobos György lett, helyetteseinek pedig Tímár Vilmost, Jeszenszky Istvánt választották, aki 1982-es nyugdíjazásáig töltötte be a gazdasági vezérigazgató-helyettesi pozíciót.
A korszak gazdasági életének változásainak hatására, 1976-ban alakult meg az úgynevezett ipargazdasági szakcsoport. Ugyanebben az éveben meg is tartották az első Ipargazdasági Ankétot, amelyet sikere után az iparág egészét érintő témákban vándorgyűlés szerűen sorozatosan megtartották a következő években. A szakcsoport elnöke alakuláskor Jeszenszky István volt, akinek a pozícióját nyugdíjazása után dr. Szabó Károly vette át.
1983-ban OMBKE egyesületi munkájáért IpM Kiváló Munkáért kitüntetésben részesült. 1989-ben pedig az OMBKE elnöksége a Sóltz Vilmos-emlékérmet adományozta neki az egyesület érdekében, az egyesület céljaiért végzett lelkiismeretes, aktív, áldozatkész és kiemelkedő munkájáért.

## Munkái
- Munkafolyamatokba épített ellenőrzés és belső ellenőrzés a tröszti szervezetben, Szervezés és vezetés, 1973 (6. évfolyam, 4. szám)

Nem arról van itt szó, hogy minden munkafolyamat végrehajtói mellé külön ellenőrt állítsunk be, hanem arról, hogy az ellenőrzési feladatok ellátása az adott terület felelős vezetőjének, vezetői funkciójának egyik igen fontos, lényeges része. Nem elég a feladatokat kiadni, hanem ellenőrizni is kell, hogy annak végrehajtása valóban megfelel-e a kívánatosnak.
- A szervezési apparátus hovatartozásának problémái, Ipargazdaság, 1973 (25. évfolyam, 1. szám)

Abból a többször kifejtett gondolatból indulok ki, hogy a vezetés eleme a szervezés. A vezetői döntések meghozatalához megfelelő információk szükségesek, a döntések végrehajtását és ellenőrzését is meg kell szervezni stb. A szervezés minden szintű vezetés része, tehát minden vezető egyben szervező is. 
- Korszerű vállalati vezetés és szervezés előadás a XII. közgazdász vándorgyűlésen., Figyelő, 1973. június (17. évfolyam)

A gazdálkodás alapegységei sok vonatkozásban különböznek egymástól. E különbségek (szervezési tényezők) jellemzői közül kiemelte a szervezetek különböző nagyságát, különböző területi tagoltságukat, termelési, technológiai bonyolultságuk különbözőségét, az eltérő technikai felszereltséget és fejlesztési lehetőségeket, a szakember-ellátottságot, az értékesítési lehetőségeket és módokat, a beszerzési lehetőségeket és módokat. 
- Karbantartásszervezés az alumíniumiparban , Szervezés és vezetés, 1977 (10. évfolyam, 11. szám)

A cikk a karbantartásszervezés jelentőségére,jelenlegi legfontosabb célkitűzéseire és karbantartási stratégia kialakításának szükségességéremutat rá. Ismerteti továbbá az anyagi ösztönzéseszközeit és a kialakított rendszerrel eddig elért eredményeket.

## Interjúk
- Alumíniumprogram Mit vásárolunk a 15 millió dollár hitelből? Vas Népe, 1969. május (14. évfolyam, 98-123. szám)1969-05-14 / 108. szám

- Az alumíniumipari beruházások fele Veszprém megyéé 1985-re félmillió tonnával több bauxit Napló, 1972. november (Veszprém, 28. évfolyam, 258-282. szám)1972-11-06 / 263. szám

- Biztató alumíniumiparunk fejlődése Beszélgetés Jeszenszky István vezérigazgató-helyettessel Magyar Nemzet, 1975. március (31. évfolyam, 51-76. szám)1975-03-16 / 64. szám